# ランド・ポール
ランダル・ハワード・“ランド”・ポール（英: Randal Howard "Rand" Paul, 1963年1月7日 - ）は、アメリカ合衆国の政治家。ケンタッキー選出のアメリカ合衆国上院議員（3期）。所属政党は共和党。
父はリバタリアンとして知られ、共和党のアメリカ合衆国大統領予備選挙にも出馬した元アメリカ合衆国下院議員のロン・ポールである。茶会の支持が厚い保守派で、父のリバタリアン的要素も受け継いでいる。ケリー・アシュビー・ポール夫人との間に3人の子供がいる。

## 来歴

### 生い立ち
1963年1月7日にペンシルベニア州ピッツバーグで誕生し、テキサス州レイク・ジャクソンで育つ。ロニー、ローリ、ロバート、ジョイの4人の兄弟がいる。ポールはベイラー大学に進学後、父親ロン・ポールの母校でもあるデューク大学に通い、医学博士号を習得した。その後はジョージア州アトランタにあるバプテスト医療センターで手術の研究生となる。その後1991年にケリー・アシュビーと結婚し、3人の子供をもうける。

### 眼科医
デューク大学での眼科の研修期間を終えると、妻子の家族と共にケンタッキー州ボーリング・グリーンに移り住み、眼科医として眼科の診察所を開業する。奉仕団体ライオンズクラブの一員でもあったことから、1995年には南部ケンタッキー・ライオンズ眼科を設立した。プログラムを通じて発展途上国の貧しい子供たちのために取り組んだ無料の眼科手術が評価され、ライオンズクラブ国際協会でも表彰された。

### 政治活動
1994年にケンタッキー州議会の課税と支出の問題を追及するための監視団体「ケンタッキー・タックス・ペイヤーズ・ユナイテッド」を設立すると、同団体が2000年に解散されるまで委員長を務め、政治に関わるようになる。政治参画の背景には、共和党員として下院選や大統領予備選に出馬していた父親ロン・ポールの影響があった。父親に代わって選挙遊説を行い、小さな政府の主張を取り入れたスピーチを披露したこともある。

### 2010年上院選

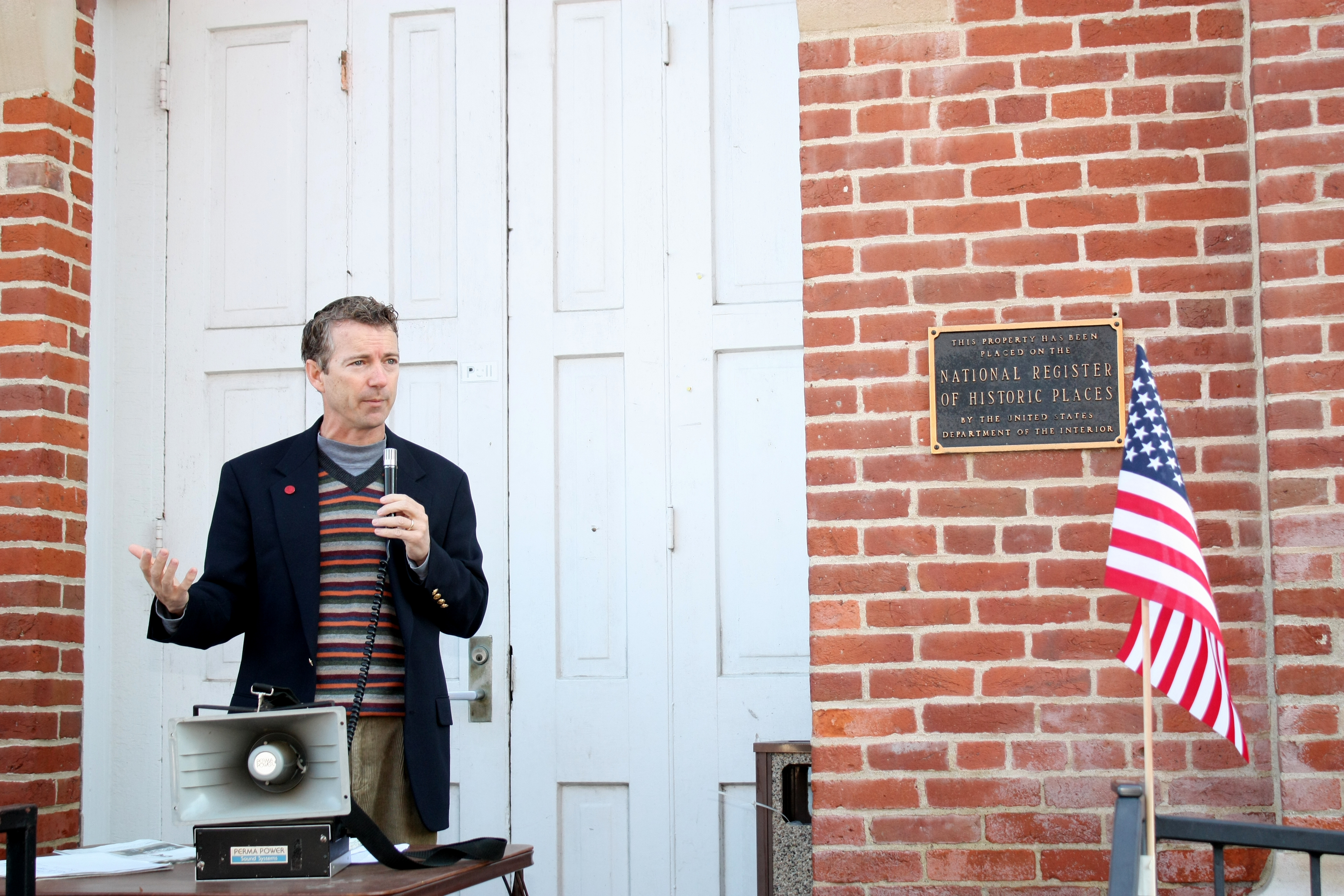
上院選を控えて街頭演説を行うポール（2009年11月、ケンタッキー州ホウズビル）

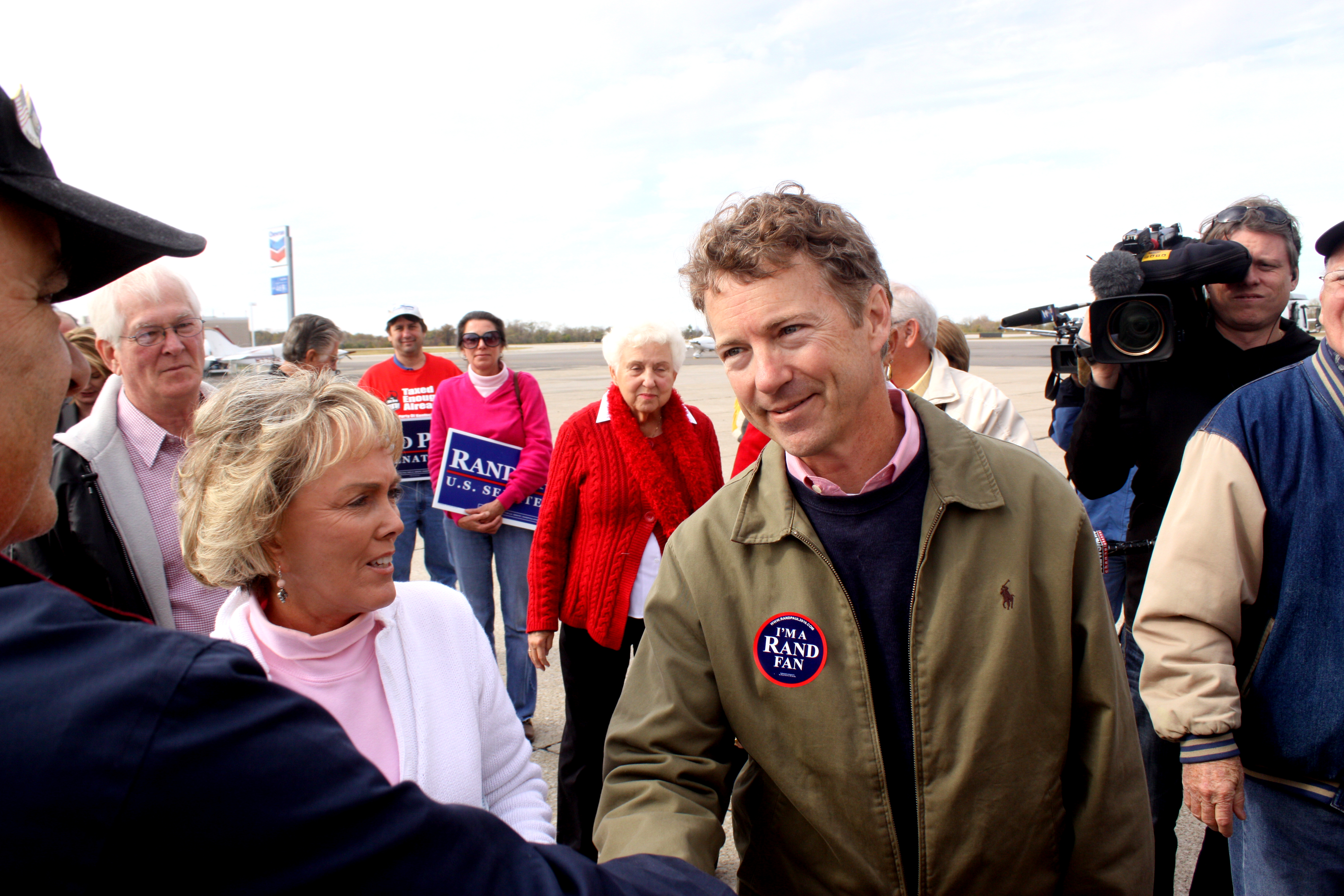
上院選の選挙運動で支持者と握手を交わすポール（2010年11月、ケンタッキー州ルイビル）

2008年9月に世界的金融危機（リーマン・ショック）が発生したことをきっかけに、ケンタッキー州から全国的に広がった反税運動のティーパーティー運動（茶会）で、本格的に政治活動に取り組み始める。ボストン茶会事件の記念日である2009年12月26日、ケンタッキー州選出の連邦上院議員ジム・バニングの引退により空席となった議席の獲得を目指し、次期上院選に出馬することを宣言した。
共和党予備選では、ケンタッキー州国務長官トレイ・グレイソンと対決することとなった。対抗馬のグレイソンはミッチ・マコーネルやルドルフ・ジュリアーニ、ディック・チェイニーやリック・サントラムなど共和党の著名人から支持を受け、ポールは当初苦戦を強いられていた。しかし、草の根キャンペーンで選挙戦を進め、保守派に強い影響力があるフォーカス・オン・ザ・ ファミリーのジェームス・ドブソンや、フォーブス誌のスティーブ・フォーブス、サラ・ペイリンらの支持を得て逆転勝利し、共和党の指名を勝ち取った。選挙戦では人工妊娠中絶の連邦上での禁止、減税や小さな政府などの保守的な方針を主張し、民主党の大統領バラク・オバマを批判した。
2010年11月2日、民主党候補のケンタッキー州司法長官ジャック・コンウェイに勝利し、連邦上院議員に当選する。茶会から支持を受けた他候補の当選同様、ポールの当選は「大きな勝利」と評された。

### 上院議員
上院議員就任後は、連邦政府の債務を削減する社会保障給付をカットし、アメリカ合衆国環境保護庁（EPA）によって作成された企業の規制を持ち上げるなど、保守的・リバタリアニズム的な政策を推し進めている。
2012年アメリカ合衆国大統領選挙でミット・ロムニーが共和党の指名を勝ち取ると、指名争いに出馬していた父親ロン・ポールがロムニーへの支持を拒否したのとは対照的に、支持を表明した。

### 2016年大統領選
2015年4月7日、2016年アメリカ合衆国大統領選挙への出馬を表明した。2016年2月3日、アイオワ州党員集会の結果を受けて共和党の指名争いから撤退する。

## 政見
共和党に所属するものの、第43代大統領ジョージ・W・ブッシュやジョン・マケイン上院議員などの系譜に連なる介入主義者の議員たちとは、政治上の立場がかなり異なる。

### 内政
- 徹底した小さな政府、財政支出の削減、減税を主張している。民主・共和両党に存在する財政支出に積極的な勢力を厳しく批判している[3]。連邦準備制度にも批判的である[4]。
- ブッシュ政権で制定された米国愛国者法に「プライバシーの侵害」として強く反対する[5]。
- 人工妊娠中絶に反対する（プロライフ）。また、モーニングアフターピルなどの避妊薬の使用を推奨している[6]。同性婚にも反対しており、雑誌のインタビューで自らを「時代遅れの伝統主義者」と評したこともある。
- 銃規制や差別行為の法律による規制などに「国民の自由の侵害」として反対する。[7][8]。
- 教育に関しては、教育バウチャー制度を支持する。アメリカ合衆国教育省を排除し、公的教育に頼り切るのではなく、地元のコミュニティや親に教育の権限を拡大させることを支持している[9]。

### 外交
- 外交政策ではアラブの春によるリビア内戦へのアメリカの介入に強く反対し、2011年1月26日から反政府軍とシリア政府軍との内戦状態が続くシリア内戦への軍事介入や、反政府軍への武器支援にもシリアで反政府側として活動しているアルカイダ系のイスラム武装組織を支援することになるとの理由で反対した。そのため、反政府軍への武器支援を決めた第44代大統領バラク・オバマを非難し、同時に、シリアへの軍事介入や反政府軍への武器支援を推進している共和党上院議員ジョン・マケインを批判した。
- イスラエル支持の立場をとる共和党の主導により、イランの核保有を防ぐためのイラン封じ込めが上院で賛成多数で決議されたが、ポールはイランとの戦争に繋がる宣戦布告だとして共和党でただ1人反対した。また、かねてからアメリカが行っているイスラエルへの多額の財政支援撤廃を主張した。これらの行動により親イスラエル派やメディアから批判を受けたため、「イスラエルに限らず、すべての国への財政援助をやめることで5000億ドルが連邦予算から削減できる。私がイスラエルへの支援を一切取りやめたがっているという見方は不正確だ」という趣旨の釈明をした[10]。
- 海外に駐留するアメリカ軍基地については、大幅に縮小する必要があるとの立場を示している[11]。ただし、リバタリアンで在外アメリカ軍基地の全面撤退を主張していた父親ロン・ポールとの違いも示すためか、全面撤退はせず、ある程度は海外のアメリカ軍基地は必要だとも主張するなど、外交政策では現実的な側面も示している。
- 2016年6月のイギリスの欧州連合離脱是非を問う国民投票については、イギリスのEU（欧州連合）からの離脱を支持している。「イギリスはEUを離脱したほうがよいだろう」「そもそもイギリスは（EUの前身であるEECに）加盟すべきではなかった」と述べている[12]。

## 著書
- 『国家を喰らう官僚たち アメリカを乗っ取る新支配階級』（新潮社、2015年9月20日発行、浅川芳裕訳） ISBN 978-4-10-506941-4